# Королевская битва (фильм)
«Королевская битва»  (яп. バトル・ロワイアル батору ровайару) — японский художественный фильм-выживание 2000 года режиссёра Киндзи Фукасаку по одноимённому роману Косюна Таками.

## Сюжет
В результате экономического кризиса потеряло работу 15 % населения Японии — части тоталитарного государства Великой восточной Азии. Учащиеся бойкотируют школы. В ответ правительство запускает «образовательный» проект «Королевская битва», в котором школьников заставляют участвовать под дулами автоматов.
Группа японских школьников отправляется на экскурсию. В автобусе детей усыпляют газом, они приходят в себя с металлическими обручами на шее, затем военные под объективами телекамер загоняют их в какое-то помещение. Их учитель Китано объясняет правила «игры», в которой они должны будут участвовать. Они все находятся на необитаемом острове. 42 школьника в течение 3 дней должны убивать друг друга, последний оставшийся в живых получает свободу. Если через 3 дня останется более одного участника, их ошейники взрываются. Ошейники-детекторы также взрываются, если участник находится в запретной зоне, которые меняются каждые несколько часов, либо при попытке их снять. 
Каждый участник «игры» получает рюкзак с вещами первой необходимости, пайком и оружием, причём виды оружия распределяются случайно: в рюкзаке могут оказаться и ружьё, и топор, и арбалет, и крышка от кастрюли или веер. Часть школьников на основе взаимной симпатии группируется в отряды, объединив вооружение и заняв оборону в строениях. Среди участников выделяются два старших школьника, которые быстро захватывают автоматическое огнестрельное оружие и становятся очень опасными для других.
Главный герой Сюя Нанахара действует вместе с девочкой Норико. К концу фильма в живых остаются только они вдвоём и ещё один ученик Сёго Кавада. Им удаётся снять ошейники, проникнуть в главное здание, застрелить учителя и скрыться. Кавада умирает от ран в пути.

## В ролях
| Актёр           | Роль            |
| --------------- | --------------- |
| Тацуя Фудзивара | Сюя Нанахара    |
| Аки Маэда       | Норико Накагава |
| Таро Ямамото    | Сёго Кавада     |
| Такэси Китано   | Китано          |
| Ко Сибасаки     | Мицуко Сома     |
| Масанобу Андо   | Кадзуо Кирияма  |
| Тиаки Курияма   | Такако Тигуса   |

## Награды и номинации
- 2001 — 6 номинаций на награды Японской киноакадемии в следующих категориях: лучший фильм, лучший режиссёр (Киндзи Фукасаку), лучший актёр (Тацуя Фудзивара), лучшая музыка (Масамити Амано), лучший сценарий (Кэнта Фукасаку), лучший звук (Кунио Андо);
- 2001 — 4 награды Японской киноакадемии: лучший монтаж (Хирохидэ Абэ), новичок года (Тацуя Фудзивара и Аки Маэда), самый популярный фильм;
- 2001 — 2 награды «Голубая лента» (Blue Ribbon) лучшему фильму и лучшему новому актеру (Тацуя Фудзивара);
- 2001 — номинация на лучший фильм на Каталонском кинофестивале в Ситжесе.

## Оценки
На сайте Rotten Tomatoes фильм имеет рейтинг 87 % на основе 45 рецензий критиков, со средней оценкой 7,5/10.
Фильм стоит на первом месте в списке 20 лучших фильмов с 1992 года по версии Квентина Тарантино.

## Сиквел
В 2003 году вышел сиквел «Королевская битва 2» того же режиссёра и с тем же актёром в главной роли.

## В массовой культуре
Начиная с любительских модификаций к играм Arma 2 и Arma 3, ирландский гейм-дизайнер Брендан Грин создал новый жанр видеоигр, назвав его «Королевская битва» в честь фильма. В дальнейшем он выпустил отдельную игру PlayerUnknown’s Battlegrounds, успех которой побудил другие студии к разработке собственных режимов королевской битвы или самостоятельных игр: Fortnite: Battle Royale, Call of Duty: Warzone и др.